# Jim Moran (cestista)
James Timothy Moran, detto Jim (Syosset, 3 dicembre 1978), è un ex cestista e allenatore di pallacanestro statunitense naturalizzato irlandese, professionista nella Liga ACB.